# 董大倫
董大倫（1666年—1705年），字叔魚。武進人。
董以寧次子。康熙五年丙午出生，四歲時為孤兒。約生活於聖祖康熙年間，與恽寿平、杨宗发、胡香昊、陈炼、唐恽宸等合稱毗陵六逸。卒于康熙四十四年。